# Dwór Młyniska
Dwór Młyniska – zabytkowy dwór w Gdańsku.

## Historia
Został zbudowany w 1779 roku z inicjatywy kupca Brucha. W 1813 został spalony przez wojska rosyjskie. Siedem lat później dwór odbudowano w formie klasycystycznej. Budynek przetrwał II wojnę światową. Od 1973 figuruje w rejestrze zabytków. Współcześnie w budynku mieszczą się siedziba zarządu Elektrociepłowni Wybrzeże, restauracja i ogród zimowy.